# Consejo privado
Un consejo privado (en inglés Privy council) es un cuerpo que aconseja al jefe de Estado de una nación, sobre todo en una monarquía. La palabra privy significa 'privado' o 'secreto'. El Consejo Privado era así al principio un comité de consejeros más cercanos del monarca, que podían darle consejo confidencial en asuntos de estado.
Es una parte importante del Sistema de Westminster, siendo el original el Más Honorable Consejo Privado de Su Majestad en el Reino Unido. Varios otros «Consejos Privados» han aconsejado al soberano. Inglaterra y Escocia tuvieron Consejos Privados separados, pero el Acta de Unión de 1707, que unió los dos países en Gran Bretaña, sustituyó a ambos por un solo cuerpo. Irlanda, por otra parte, siguió teniendo un Consejo Privado separado aún después del Acta de Unión de 1800. El Consejo Privado Irlandés fue abolido en 1922, cuando el Estado Libre Irlandés se separó del Reino Unido; fue sucedido por el Consejo Privado para Irlanda del Norte, que quedó inactivo después de la suspensión del Parlamento de Irlanda del Norte en 1972.
Canadá ha tenido su propio Consejo Privado —el Consejo Privado de la Reina para Canadá— desde 1867 (aunque mientras el Consejo Privado canadiense es expresamente «para Canadá», el Consejo Privado referido más arriba no es «para el Reino Unido»), tal como el gobierno jamaicano, los miembros de cuyo Consejo Privado aconsejan al Gobernador General en el ejercicio de la prerrogativa real de indulto.
El órgano equivalente de estado en la mayor parte de Reinos de Mancomunidad Británica de Naciones y alguna República de la Comunidad Británica de Naciones y sus provincias o estados constitutivos es llamado el Consejo Ejecutivo. El Consejo Privado británico es también el cuerpo último de la judicatura —equivalente a una Corte Suprema— para muchos países de la Mancomunidad que eran antes parte del Imperio británico (por ejemplo, Jamaica, Belice) y territorios británicos de ultramar (por ejemplo, Bermudas, y las Islas Malvinas). Las decisiones del Consejo Privado no son vinculantes para los tribunales en Inglaterra, aunque como sus jueces son por lo general los mismos jueces de la Cámara de los Lores, sus decisiones son consideradas altamente persuasivas.
Dinamarca y la nación monárquica de la isla Tonga también tienen Consejos Privados. Rusia y Suecia tuvieron Consejos Privados en el pasado.
Los miembros del Consejo Privado son habitualmente llamados Consejeros Privados (Privy Counsellors o Privy Councillors).
El Consejo Privado es aproximadamente equivalente a lo que en las naciones no monárquicas como Estados Unidos llamarían un gabinete; aunque algunas naciones tiene tanto un Consejo Privado organizado en torno al monarca como un gabinete organizado en torno al primer ministro. En el Reino Unido el gabinete es realmente un comité parte del Consejo Privado, y es probablemente su comité más poderoso.